# マリア・フョードロヴナ (アレクサンドル3世皇后)
マリア・フョードロヴナ（ロシア語: Мария Фёдоровна マリーヤ・フョーダラヴナ, ラテン文字転写: Maria Fyodorovna, 1847年11月26日 - 1928年10月13日）は、ロシア皇帝アレクサンドル3世の皇后。デンマーク王クリスチャン9世と王妃ルイーセの第四子・次女。デンマーク王フレゼリク8世、ギリシャ王ゲオルギオス1世、イギリス王妃アレクサンドラの妹。家族内での愛称はミニー（Minnie）。最後のロシア皇帝ニコライ2世の母親であり、長男一家の処刑後も10年間存命していた。

## 生い立ち

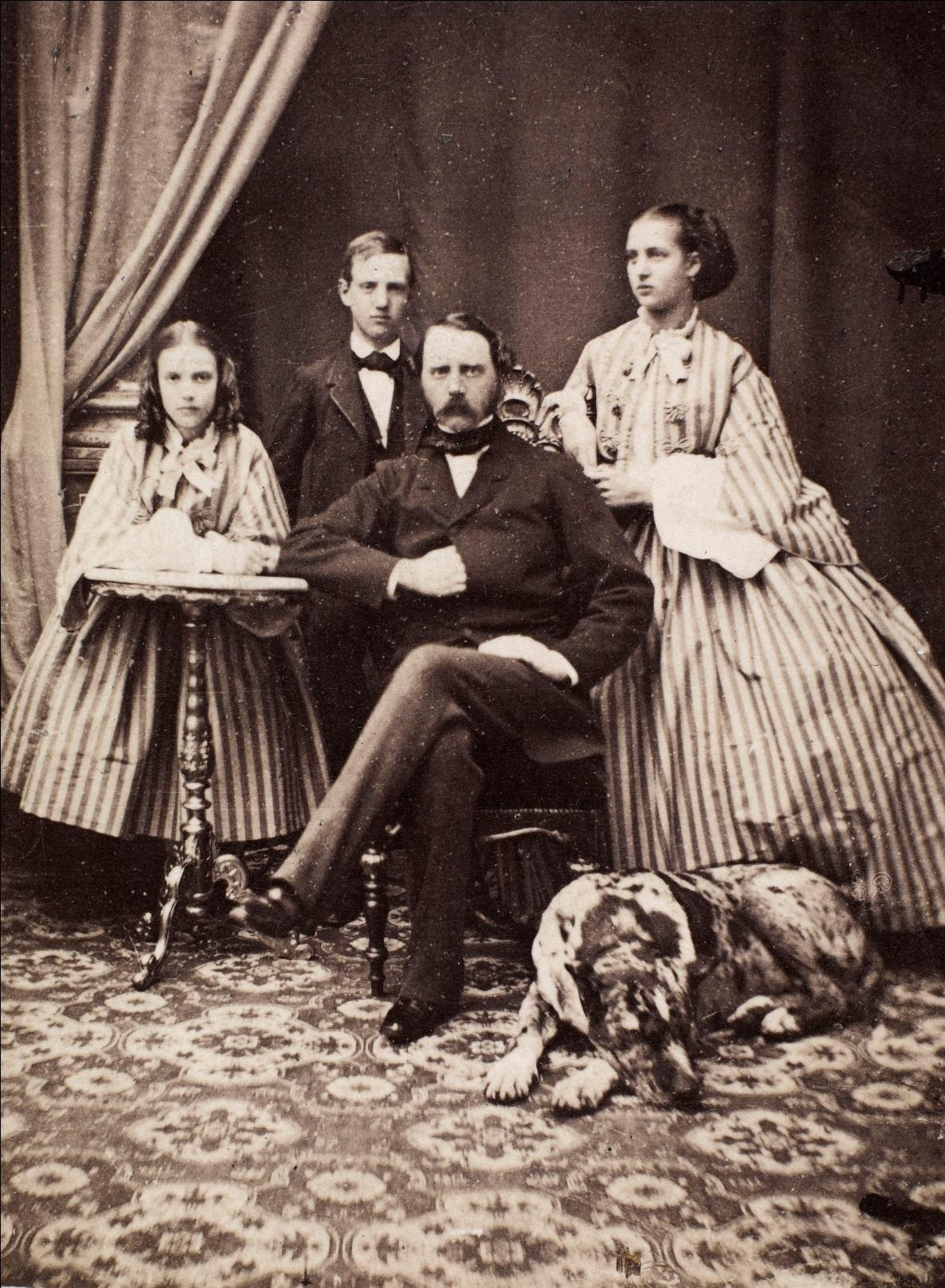
ダウマー王女、ヴィルヘルム王子、クリスチャン9世、アレクサンドラ王女。

コペンハーゲンのデ・グール・パレ（「黄色の館」）で誕生。父クリスチャンはデンマーク王室の諸分家の中でも貧しいリュクスボー公爵家の、跡取りですらない公子の1人に過ぎなかった。ただし母ルイーセは王室の親族である。ルター派の洗礼を受け、「マリー・ソフィー・フレゼリケ・ダウマー（Marie Sophie Frederikke Dagmar）」の洗礼名を授かった。大叔母にあたる王太后マリー・ソフィー・フレゼリケ、そしてダウマーの十字架の伝説で北欧諸教会の崇敬を集める中世のデンマーク王妃ダウマーにあやかったものである。洗礼の代母は当時の王妃カロリーネ・アマーリエが務めた。ダウマーの名前で呼ばれたが、1866年ロシア皇太子との結婚に際してロシア正教会の信者となって以降、新しい洗礼名マリア・フョードロヴナの名で知られるようになる。家族内での愛称はミニー（Minnie）だった。
1852年、父クリスチャン公子は、妻ルイーセがクリスチャン8世王の姪として保有する王位継承権を根拠に、デンマーク王位の推定相続人に治定された。翌1853年、彼はデンマーク王子の称号を授けられ、一家は公式の夏の居館として王家所有のベルンストルフ宮殿を割り当てられた。父は1863年、義理の従兄フレゼリク7世王の崩御に伴って王位に就いた。父クリスチャン9世王は、自身の子女と欧州諸王室との輝かしい縁組の成功によって「ヨーロッパの義父」とあだ名された。長兄フレゼリク8世の直系がデンマーク王統を引き継ぎ、その息子の1人ホーコン7世はノルウェー王室の祖となった。ダウマーが深く慕った姉アレクサンドラは、1863年イギリスのヴィクトリア女王の長男ウェールズ公（後のエドワード7世）に嫁いだ。ダウマーの長男ニコライ2世と、アレクサンドラの次男ジョージ5世の容貌が、周囲が取り違えるほどに似通っていたのは、母親同士が姉妹の従兄弟だったからである。次兄ヴィルヘルムはゲオルギオス1世としてギリシャ国王に選出された。妹のテューラは姉たちとは違って君主の配偶者にはならず、亡命王族のカンバーランド公爵に嫁いだ。弟ヴァルデマーは1887年ダウマーの夫アレクサンドル3世からブルガリア公国の元首候補となるよう打診されたが、ギリシャ王となった次兄との政治的軋轢を望まず、辞退している。
少女時代、ダウマーは姉アレクサンドラとともに、女子水泳競技者の草分けだったスウェーデン人ナンシー・エドベリから泳法指導を受けた。ダウマーは皇太子妃となった後、エドベリをロシアに招き、奨学金を与えて女子水泳の指導に当たらせている。

## 婚約と結婚

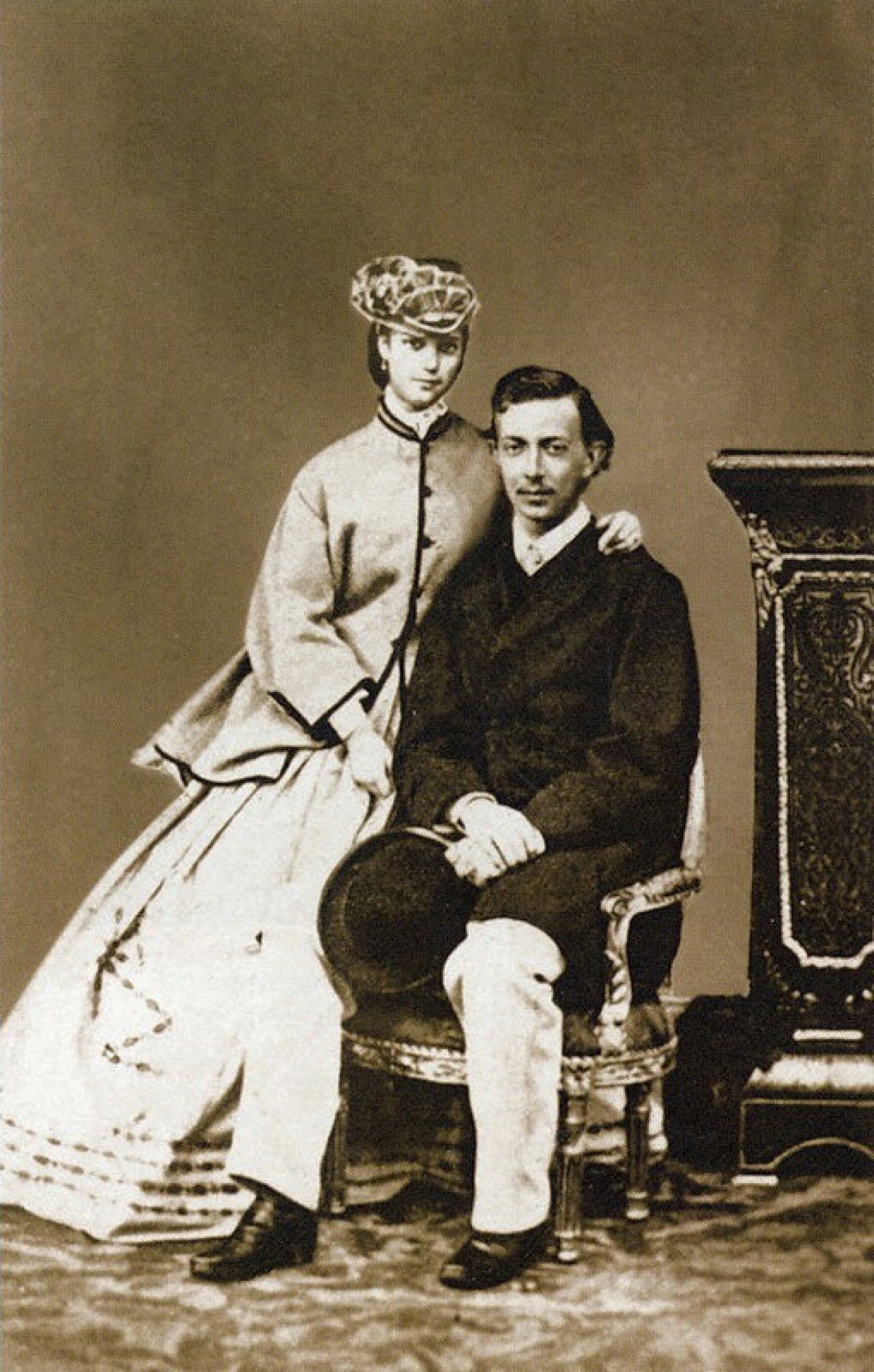
ダウマーと最初の婚約者ニコライ皇太子。

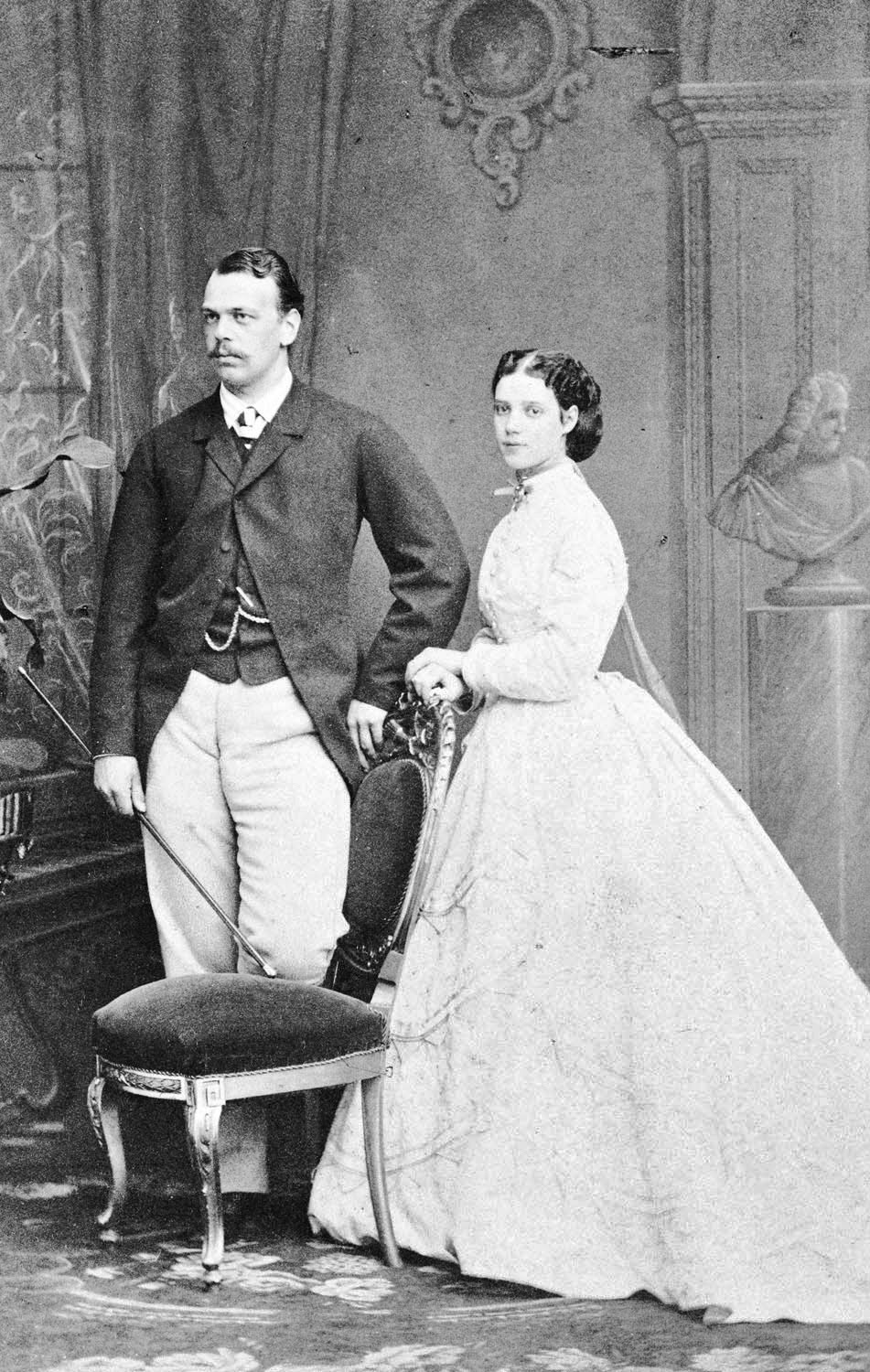
ダウマーと2番目の婚約者アレクサンドル皇太子。婚約写真。

帝政ロシアではアレクサンドル2世の治世中にスラヴ派の勢いが強まり、帝位継承者ニコライ・アレクサンドロヴィチ大公の花嫁探しについても、ロシア帝室が伝統的に配偶者を選んできたドイツ諸邦以外の国の出身者が望ましいという意見が強まった。1864年9月、「ニクサ」ことニコライ皇太子はデンマークを訪れ王女ダウマーと初対面を果たし、政略的な縁談であったにも関わらずすぐに相思相愛の仲になった。それぞれの両親の許可を得て同月中に婚約したが、皇太子は翌年1865年4月に当時不治の病であった結核性髄膜炎に侵されて急逝した。ニクサの最後の願いは、次の皇太子となる弟アレクサンドルとダウマーの結婚であると言われ、少なくとも二人はそうだと信じた。
婚約者を失ったダウマーの悲嘆は大きかった。すっかり度を失い、ニクサを看取って帰国したときには親族から健康状態を危ぶまれるほど憔悴していた。ダウマーはすでにロシア語とロシア正教を勉強し始めており、将来自分が皇后として君臨するはずの国ロシアに深い愛着を抱いていた。この悲劇は彼女とニクサの両親を精神的に強く結びつけた。1866年6月、新皇太子アレクサンドルがコペンハーゲンを訪問し、ダウマーに婚約を申し出て了承された。
ダウマーは1866年9月1日にコペンハーゲンを離れた。ダウマー王女とその兄弟姉妹に童話の語り部として何度か伺候した経験のある詩人ハンス・クリスチャン・アンデルセンは、王女の旅立ちを一目見ようと埠頭に集まった群衆に紛れ、彼女を観察した。彼は日記に次のように記した、「昨日、埠頭で、私の前を通り過ぎる際、彼女は立ち止まり私の手を握ってくれた。涙があふれた。何とかわいそうな子だろうか！神様、どうか彼女に慈悲をお与えになりますよう！人々はサンクトペテルブルクの宮廷は驚くほど煌びやかで、ツァーリの家族は親切な人ばかりだと噂している。でも、彼女が国民性も宗教も違う、周りに古くからの知り合いもいない、全く馴染みのない国に乗り込むことに変わりはない。」
ダウマーはクロンシュタットで婚約者の叔父コンスタンチン・ニコラエヴィチ大公に出迎えられ、帝都サンクトペテルブルクに連れていかれた。9月24日に帝都に到着し、未来の義母と義妹の歓迎を受けた。29日、ダウマーは青地と金地のロシアの伝統的な正装をまとい、公式の帝都入市式に臨んだ。皇后と一緒に冬宮に入り、バルコニーに立ってロシアの民衆に紹介されたのである。文筆家のラジヴィウ公爵夫人はこのときの様子を以下のように叙述する、「外国人のプリンセスがこれほどまでの熱狂をもって歓迎されることは滅多にない…彼女がロシアの土を踏んだ途端、彼女は全ての人民の心を虜にした。群衆にむけられた笑顔とお辞儀の所作が…、瞬時に…国民的人気を勝ち取った瞬間だった」。

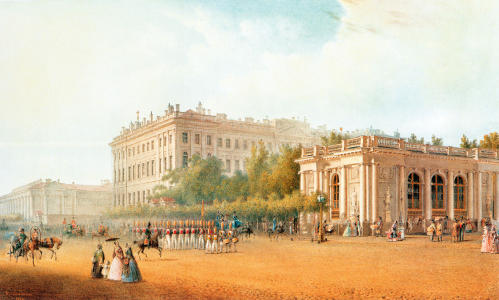
1862年のアニチコフ宮殿

正教に改宗した彼女はロシア大公妃マリア・フョードロヴナとなった。1866年11月9日（ユリウス暦10月28日）、冬宮内帝室礼拝堂で豪華な婚配式が行われた。花嫁の両親であるデンマーク国王夫妻は経済的な問題から式に参列できず、代わりに長兄のフレゼリク王太子が出席した。義兄のウェールズ公も来たが、実姉のウェールズ公妃は懐妊中のため欠席した。結婚初夜の後、アレクサンドルは日記に記している、「私はスリッパと銀の刺繍入りのローブを脱ぎ、隣に寝そべる愛する女性の身体を肌で感じた…そのとき私の中に湧き起こった感情を、ここに書き込むのは控えたい。ことの後で、私たちは長いこと話し続けた」。結婚の祝宴を重ねた後、新婚の夫婦はペテルブルク市内のアニチコフ宮殿に移った。夫婦は長期の休暇を取ってクリミアにある夏の別荘リヴァディア宮殿に滞在するときを除けば、以後15年間このアニチコフ宮殿で生活した。

## 皇太子妃
マリア・フョードロヴナは美人で国民からの人気が高かった。彼女はロシア語の習得が自分が優先すべき最優先事項と心得、ロシア人の国民性を理解しようと努力した。マリアが政治問題に介入することは滅多になく、時間と労力をもっぱら自分の家族の世話や慈善事業、皇太子妃としての社会的役目などに注ぎ込むことを好んだ。唯一の例外は戦闘的な反ドイツ感情で、これは1864年デンマーク王冠領シュレースヴィヒ＝ホルシュタイン両州がプロイセンに併合されたことに起因していた。マリアの中のドイツへの憎悪は、姉のウェールズ公妃アレクサンドラの影響を受けてより強まっていた。外務大臣のゴルチャコフ公爵は皇太子妃の反ドイツ志向について次のように評している、「ドイツよ、デンマークの王女方がロシアとイギリスの玉座に登る順番を待つ身であることを、忘れるなかれ」。

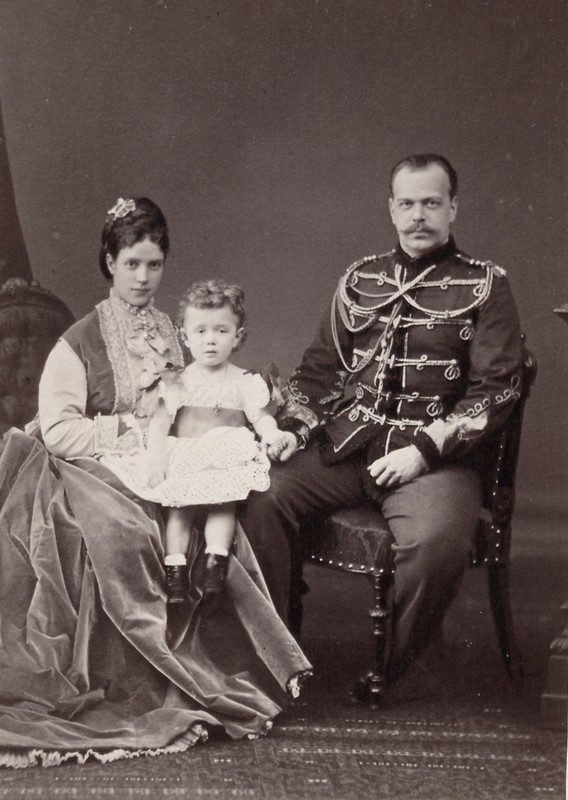
マリア・フョードロヴナと長男ニコライ、アレクサンドル（1869年）

1868年5月18日、マリア・フョードロヴナは長男ニコライを出産した。次男のアレクサンドルは1869年、髄膜炎で1歳になる前に死亡した。次男の死後に産んだ4人の子供たちは、皆成人することができた。ゲオルギー（1871年生）、クセニヤ（1875年生）、ミハイル（1878年生）、オリガ（1882年生）である。マリアは3人の息子たちを溺愛し、同時に支配する傾向があった。それに比べると、娘たちには関心を示さずよそよそしかった。
1873年、マリアは夫アレクサンドルとともに、2人の年長の息子たちを連れてイングランドを訪問し、ウェールズ公夫妻の住まいマールバラ・ハウスで歓待を受けた。マリアと姉アレクサンドラはお揃いのドレスに身を包んで社交の集まりに姿を現し、美しい姉妹の取り合わせはロンドン社交界に興奮を生み出した。翌1874年、今度はロシア皇太子夫妻がサンクトペテルブルクを訪れたウェールズ公夫妻をもてなした。ウェールズ公夫妻の訪露は、ウェールズ公の弟エディンバラ公爵と、アレクサンドル皇太子の8歳年下の妹マリア・アレクサンドロヴナ大公女の婚礼に出席するためのものだった。

## 皇后
1881年3月13日、62歳の義父アレクサンドル2世が軍事パレード列席後に冬宮へ帰る途上、爆弾テロに遭遇し殺害された。マリアは後に瀕死の重傷を負って冬宮に運び込まれた老皇帝の最期について叙述している、「皇帝の両脚はズタズタに裂けていて膝の関節が露出していました。とにかく大量の血が出ていて、右足は靴の半分ごと吹き飛んでおり、足が全部残っているのは左足だけでした」。アレクサンドル2世はこの後数時間も経たずこと切れた。国民は新皇帝の登極に熱狂することはなかったが。新皇后に対しては歓呼の声を上げた。マリアの同時代人の多くは、「彼女こそ皇后になるべくして生まれた人だ」と評した。マリアは新しい地位を手放しで喜んでいた訳ではなかった。彼女は日記にこう記している、「私たちにとって最も幸福で穏やかな時間は過ぎ去った。平和と静けさは消え、今の私にできることはサーシャの身の心配をすることだけだ」。マリアは義父の凄惨な死にショックを受け、夫の命を狙うテロの発生の不安に怯えていたが、アレクサンドル2世の埋葬式に出席した姉夫婦である英王太子夫妻をもてなすだけの精神的余裕はあったようである。アレクサンドラは不承不承の夫や危険な滞露に反対する義母ヴィクトリア英女王を押し切って、妹のために埋葬式後の数週間のあいだロシアに滞留した。

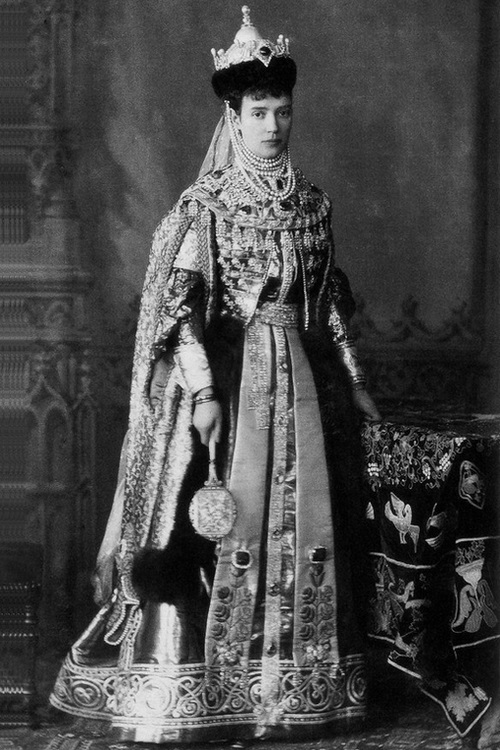
皇后マリア・フョードロヴナ、1883年

アレクサンドル3世とマリアは1883年5月27日、モスクワ・クレムリンの生神女就寝大聖堂で戴冠式を行った。戴冠の直前、大掛かりなテロ計画が露見し、お祝いムードに水を差した。にもかかわらず、8000人を超える賓客が出席して厳粛な式典が挙行された。アレクサンドル3世夫妻の生命を脅かすテロの計画があまりにも多いため、公安警察のトップ・チェレヴィン将軍は戴冠式後、早々に皇帝一家にガッチナ宮殿に移るよう要請した。ガッチナ宮はエカテリーナ大帝が建設した900室もの部屋を有する広大な延床面積を誇る建造物で、サンクトペテルブルクの南方50キロの郊外に立ち、比較的安全であった。皇帝一家はこの進言を受け入れてガッチナに引き移り、以後13年間マリアとアレクサンドル3世はこの郊外の宮殿で5人の子供たちを育てた。皇帝夫妻は厳重な警護の下で生活し、帝都での各種行事に出席するときだけガッチナから鉄道で出御して公務をこなした。
マリアは皇后としての役目を立派にこなしたと一般に評価されており、上流社交界の舞踏会でダンスに参加するのが好きで、宮廷の大舞踏会では女主人役をこなして上流社会の尊敬を集めた。次女のオリガは以下のように語っている、「宮廷生活は全てが豪奢に営まれ、母はそこで自分の役柄をミス一つなく完璧にこなしていました」。ある同時代人も皇后を次のように評した、「クレムリンで威儀を正して玉座に鎮座してきた、あるいは冬宮の大広間を静々と歩いてきた歴代のツァリーツァたちの中でも、マリア・フョードロヴナこそはおそらく最も素晴らしい皇后であろう」。ダンスの好きな皇后は冬宮での大舞踏会やパーティをいつも開きたがった。ガッチナに転居した後も、その熱烈な社交熱は冷めることがなかった。夫アレクサンドル3世も舞踏会には音楽家として参加するのを好んだが、会を終わらせたくなると、音楽家を1人ずつ帰して減らしていった。それに気づくとマリアはパーティの閉会を宣言した。

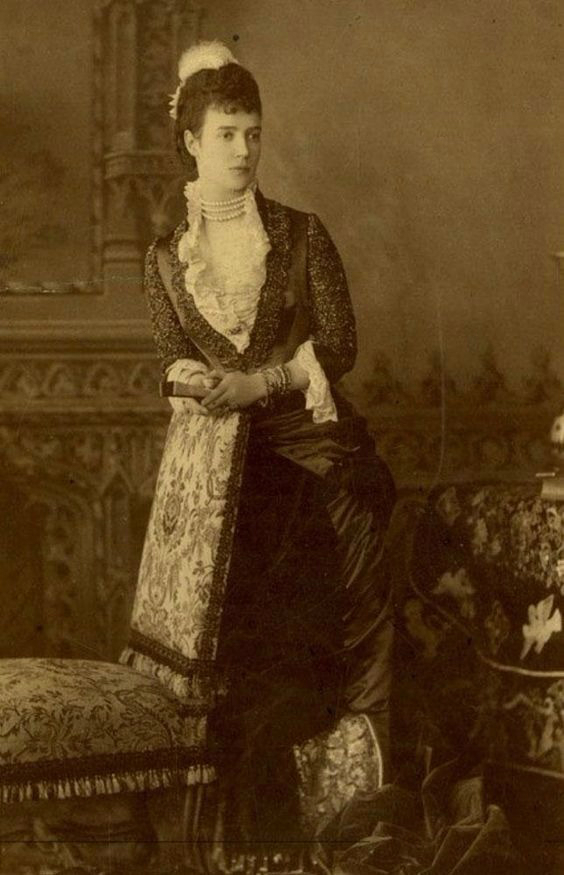
皇后マリア・フョードロヴナ、1886年

皇太子妃時代・皇后時代を通じて、マリア・フョードロヴナは夫の弟ウラジーミル大公の妻マリア・パヴロヴナ大公妃とは、貴族社交界における人気をめぐってライバル関係にあった。義姉妹同士の対立は、それぞれの夫である皇帝と弟大公とのライバル関係を反映したものであり、皇帝一族の間の亀裂を深める結果をもたらした。皇后はウラジーミル大公夫妻を公の場で批判するような愚かな真似はしなかった。ただし、自分に敬意を払わない野心家のマリア・パヴロヴナ大公妃のことは、辛辣な皮肉を込めて「ウラジーミル皇帝のお妃様」と呼んでいた。
ほぼ毎年の夏、マリアとアレクサンドルは子供たちを連れてマリアの実家のあるデンマークに旅行し、マリアの両親クリスチャン9世王とルイーセ王妃の大家族の輪の中で羽を伸ばした。マリアの次兄のギリシャ王ゲオルギオス1世と王妃オルガも大勢の子供たちを引き連れて帰省し、姉のウェールズ公妃アレクサンドラも、だいたいは夫を伴わず、子供たちの幾人かを連れて、妹にタイミングを合わせて実家に帰ってきた。物々しい警備が欠かせないロシアとは対照的に、ロシア皇帝一家はベアンストーフ宮殿やフレゼンスボー宮殿でリラックスし、ある程度の自由を楽しむことができた。デンマークでの諸君主の家族の集いは欧州の国際政治からは疑惑の目で見られており、彼らは休暇と称して密かに国際情勢に関する協議を行っているとの見方が有力であった。ドイツの宰相ビスマルクはフレゼンスボーでの王族の集いを「欧州ヒソヒソ話美術館」と名付け、ルイーセ王妃が子供たちと一緒になって自分に対する陰謀を練っていると非難した。マリアはまた、ウラジーミル大公一家を除く婚家ロマノフ家の大部分の人々とは良好な関係を築き、怒りっぽい皇帝とそれを恐れる皇族たちとの仲介役をしばしば頼まれてもいた。次女オリガによれば、「母は義理の親族たちを極めて如才なく手なずけることに成功したが、そのために並々ならぬ努力を払った」。

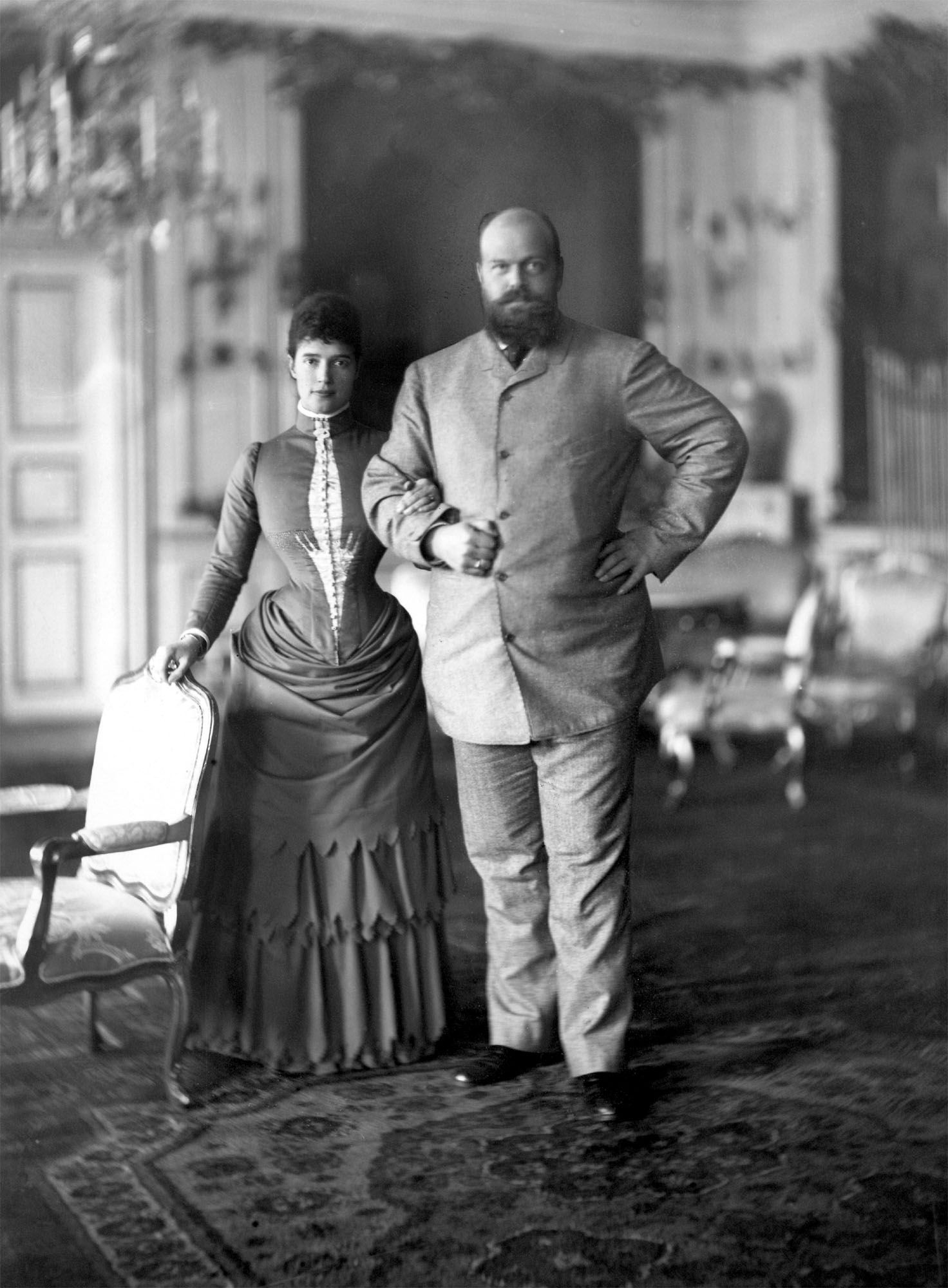
コペンハーゲンで休暇中のアレクサンドル3世夫妻、1893年

アレクサンドル3世の治世中、政府に弾圧された反体制派は素早く地下活動に転じていった。サンクトペテルブルクの首座使徒ペトル・パウェル大聖堂で故アレクサンドル2世の6度目の命日の記念式典が行われる直前、その式典中に現皇帝を暗殺しようとする大学生グループの計画が露見した。学生たちは中身をくりぬいた本の中にダイナマイトを仕込み、大聖堂に到着する皇帝に向かって投げつけようと目論んでいた。グループの計画は秘密警察に察知され、逮捕された5人の大学生は1887年絞首刑に処された。死刑囚の1人アレクサンドル・ウリヤノフの弟が、後に革命家ウラジーミル・レーニンとして世に出ることになる。しかしながら、皇帝とその家族の生命が最も危険に晒された出来事は、反体制派のテロではなく、1888年に起きたボルキ鉄道事故に巻き込まれたことであった。皇帝一家が食堂車で昼食を摂っている最中に、列車が線路を脱線して築堤に落ち、食堂車の屋根が崩落してあわや一家を下敷きにする寸前の事態となった。このとき、アレクサンドル3世は自ら家族を守って屋根を支え、怪我を負ったことで体調を崩しがちになった。1894年7月、妹に会いにガッチナを訪れたウェールズ公妃は義弟の皇帝のあまりの衰弱ぶりに驚いている。このとき、マリアはすでに夫が余命いくばくもないことを悟っていた。そして、彼女の個人的な将来と、ロマノフ王朝の将来の両方を支えることになる長男ニコライ皇太子に、次期皇帝としての自覚を持つよう励ますようになっていた。
ニコライはヴィクトリア英国女王鍾愛の孫娘で、美人で有名なヘッセン大公女アリックス(女王の次女アリスの四女)を妻にすることを望んでいた。彼女はマリアとアレクサンドル3世の洗礼の代子だったが、皇帝夫妻は2人の結婚に不賛成だった。ニコライは当時の状況を簡潔に要約している、「私は一途に彼女を想っているが、ママは私が別の女性に心を移すことを願っている…私の夢はいつの日かアリックスと結ばれることだ」。マリアとアレクサンドルは、アリックスが引っ込み思案でこだわりの強い少女であることに気付いていた。そのため、彼女がロシア帝国の皇后を務めるのに相応しい器量を持つ女性ではないことに不安を覚えていた。皇帝夫妻はアリックスを子供時代から見知っていたが、彼女はヒステリックで精神不安定な少女だったため、ネガティブな印象しか持っていなかった（アリックスのこの性質に関しては、6歳の時に、一緒に育てられていた妹と母親をジフテリアで同時に亡くしたことが原因だと言われている）。アレクサンドル3世がいよいよ重体に陥った時になって、ようやく両親は渋々ニコライがアリックスにプロポーズする許しを与えた。

## 皇太后

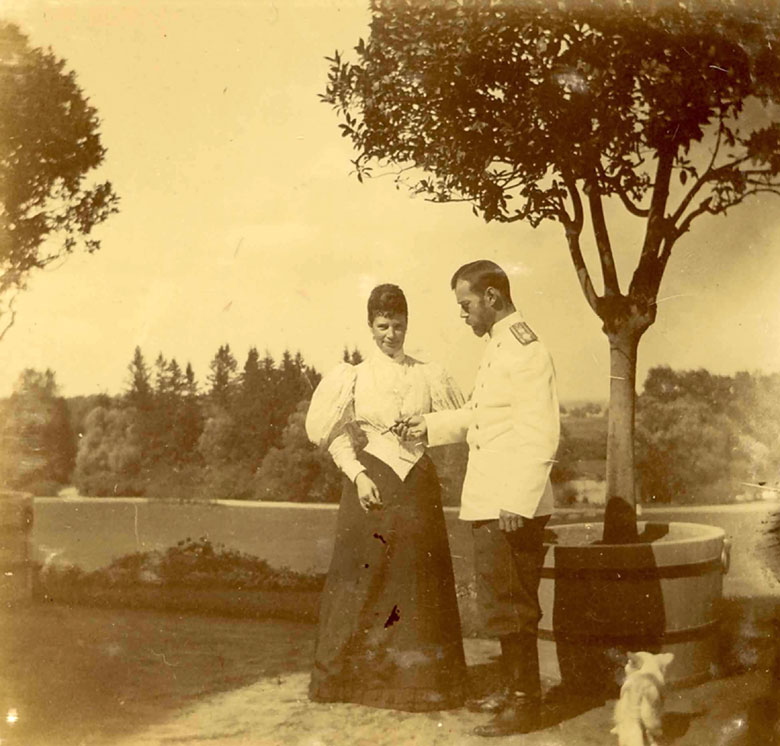
マリア・フョードロヴナと長男ニコライ2世、1896年。

アレクサンドル3世は1894年11月1日、リヴァディアにおいて49歳で死去した。マリアのこの日の日記には次のようにある、「私は完全に打ちのめされ絶望した、それでもサーシャの顔に浮かぶ幸福な笑顔と平穏さを見ているうちに、自然と力が湧いてきた」。2日後、姉夫婦ウェールズ公夫妻がリヴァディアに到着した。ウェールズ公が葬儀の準備を手伝う一方、姉アレクサンドラは悲嘆にくれるマリアを慰め、一緒に祈ったりベッド脇で共に眠ったりした。葬儀から1週間後に当たったマリアの誕生日（11月26日）、新皇帝ニコライとアリックス改め新皇后アレクサンドラ・フョードロヴナの婚礼が行われ、宮廷の服喪もいくぶん和らげられた。夫の死から日が経つにつれ、マリアは将来に対する楽観的な見方を取り戻し、「万事うまくいく」としばしば口にするようになった。マリアはアニチコフ宮殿とガッチナ宮殿を行き来する生活を始めた。1896年5月、マリアはニコライ2世夫妻のモスクワでの戴冠式に列車で向かった。ニコライ皇帝はこのとき皇帝専用車両を新造したので、アレクサンドル3世が使用していた臨時御用車両（ボルキ鉄道事故後も無事だった車両に一般客車を数両くっつけたもの）は皇太后の専用車とされた。
長男ニコライの治世初期、マリアはしばしば新帝の政治上の助言者の役割を果たした。ニコライはまだ国政の舵取りに自信がなく母の人脈と政治的見識に頼りがちで、政治決定の前には大臣に対して「母の意見を聞いて来る」と発言することが多く、逆に大臣たちも「お母様にお聞きなさい」と勧めた。ニコライが当初父の任命した閣僚を留任させたのは母皇太后の意見を聞いてのことだったと言われる。マリアは自分の息子が精神的に弱く他人の意見に左右されやすいと思っており、それならば自分の影響下に置いた方がましだと考えていた。末娘のオリガは母マリアの政治的役割を次のように述懐している、「母は以前［国政への関与に］ほとんど興味を示しませんでしたが…今や自分の使命だと感じるようになりました。母は魅力的な人柄でしたし、その行動力には目を見張るものがありました。彼女は帝国政府の教育政策に精通していました。また、秘書を政治的な業務に縛り付けてへとへとにさせましたが、自分自身が身を削ることはありませんでした。委員会に出席して退屈しても、その素振りを隠す才能を持っていました。彼女の振る舞い、就中、彼女の指揮能力には皆がひれ伏しました」。皇太后となったマリアは、ロシアに革命の嵐を起こさないようにするには改革が不可避だと確信した。廷臣パーヴェル・ベンケンドルフ伯爵によれば、内務大臣の任命人事に関して、マリアが息子の皇帝に保守派から人選しないよう求める一幕があったという。「お一方［皇太后］はもうお一方［皇帝］にひざまずかんばかりで、今回の任命を撤回して政治的譲歩の出来そうな誰か別の人物に替えるべきだと主張した。彼女は、もしニコライがこれに同意しないなら、自分はデンマークへ帰るので、一人でこの難局に直面することになる、と言った」。1904年、ニコライがマリアの推す自由主義改革派のピョートル・スヴャトポルク＝ミルスキー公爵を内相に任命すると、マリアはミルスキーに任命を受けるよう説得した、「貴方は私の息子の意思に従わねばなりませんよ…［内相に］なってくれたら、キスしてあげます」。しかし同年、皇后アレクサンドラが待望の男子アレクセイを産むと、ニコライは国政の相談相手を母から妻に切り替えた。
マリアの初孫の夫となったフェリックス・ユスポフ公爵は、皇太后はロマノフ家に対して絶大な影響力を持っていたと証言している。セルゲイ・ウィッテは、皇太后が帝国の内政・外政において統率力と外交手腕を発揮することを願っていた。その極めて優れた社交的手腕にもかかわらず、皇太后は義理の娘のアレクサンドラ・フョードロヴナ皇后を手なずけることはできなかった。皇后はマリアの息子ニコライ2世及びロシア帝国に降りかかった災難の多くの原因を作ったと非難されていた。マリアは嫁アレクサンドラが国民の好意を得られないこと、4人の娘を立て続けに産んで結婚から10年近くの間世継ぎを産めなかったことに失望していた。西欧の諸王室とは異質な皇太后は皇后よりも上位に置かれるというロシア宮廷の慣習、マリアの息子に対する独占欲と嫁アレクサンドラへの嫉視、これらが複合的に重なって、姑と嫁の間の対立と緊張関係は深まる一方だった。皇后の女官ゾフィー・フォン・ブクスヘーヴェデンは2人の対立を次のように見ていた、「［2人が］互いを理解し合うようになるには…実際に衝突しなければ根本的に不可能だと思っていた」。マリアの次女オリガ大公女も、「両者は互いを理解し合おうとしたが失敗した。2人は性格、生活上の作法、装いなど、全てが完全に異質だった」としている。マリアがダンスの得意な社交の名人で多くの人を惹きつける人柄だったのに対し、アレクサンドラは知性に優れたモデルのような美人だったものの、非常に内気だったのでロシア国民に近づこうとしなかった。
1900年代になると、マリアは外国で過ごすことが多くなった。1906年に父クリスチャン9世が死去した直後、マリアは姉のイギリス王妃アレクサンドラと共同で、コペンハーゲン郊外のヴィズウーア城を購入した。翌1907年、英露協商の成立でロシアとイギリスの関係が劇的に良好になると、マリアは1873年以来初めて、姉夫婦の英国王エドワード7世夫妻の賓客としてイギリスに迎えられた。1908年の年明けにも英国を訪れ、同年夏は英国王夫妻をロシアに迎えた。1910年、マリアは義兄エドワード7世の葬儀に参列するため再度イギリスを訪問した。マリアはこの時、ロシア宮廷の慣習を例に出して、王太后となった姉アレクサンドラのイギリス宮廷における席次を、アレクサンドラの嫁メアリー王妃より上位に置くべしと主張したが、容れられなかった。

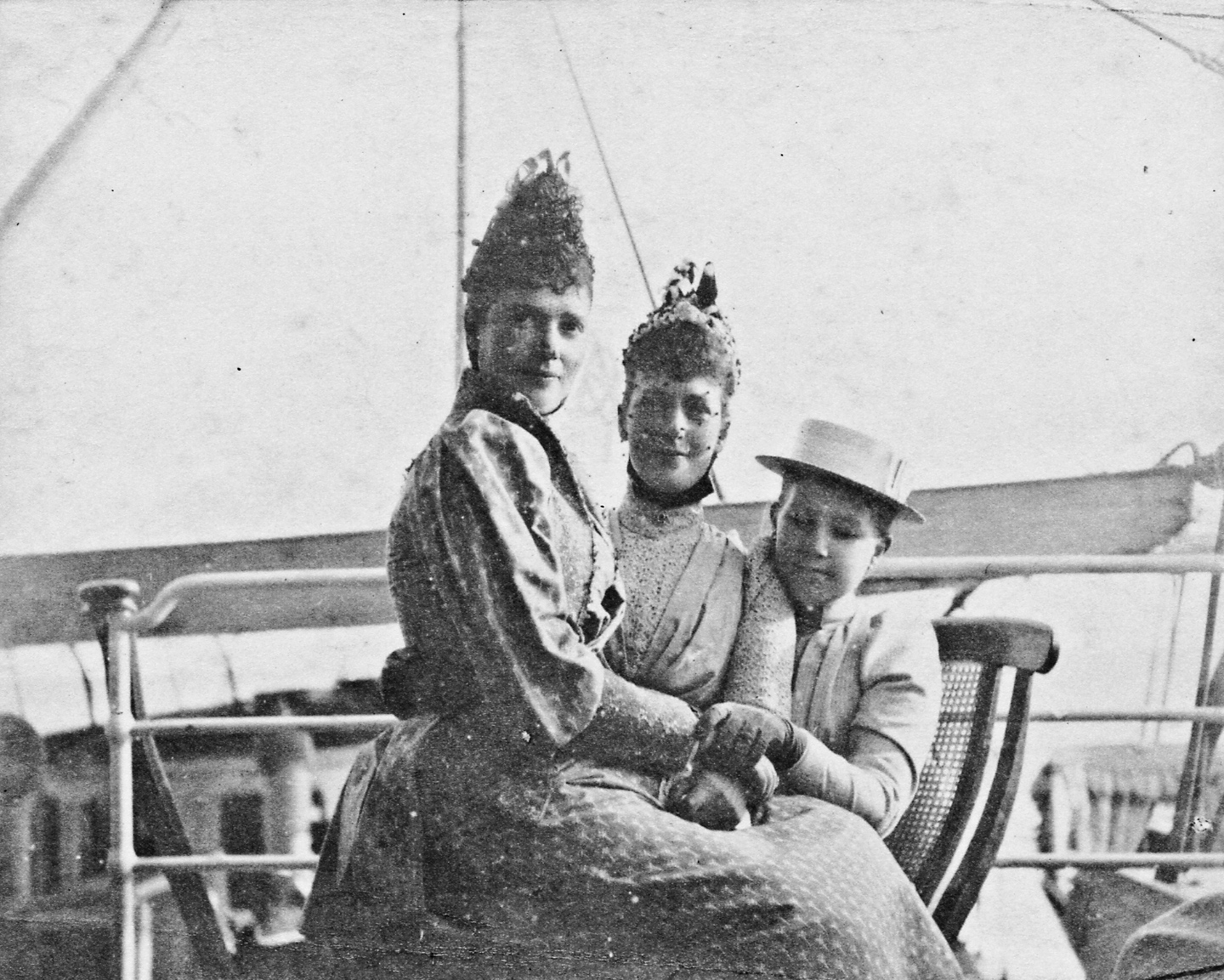
マリア・フョードロヴナ（左）と姉アレクサンドラ（中央）、2人の姪のギリシャ王女マリア、1893年頃。

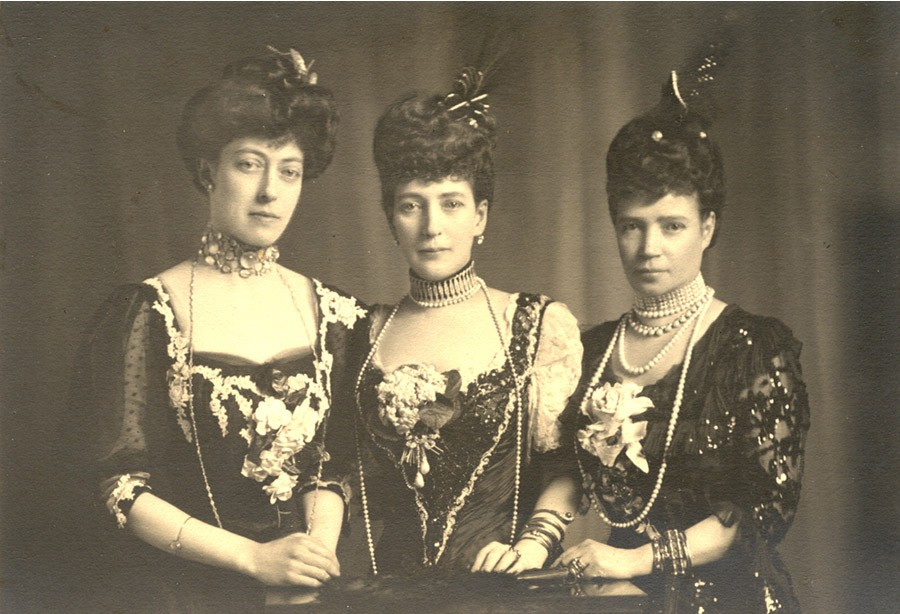
マリア・フョードロヴナ（右）と姉アレクサンドラ（中央）、そしてアレクサンドラの次女ヴィクトリア王女（左）、1903年にロンドンで撮影。

マリア・フョードロヴナは、フィンランドのキュミ川の急流沿いに建てられたランギンコスキ山荘の所有者でもあり、フィンランド人に好意的だったことでも知られている。フィンランドのロシア化政策が最初に進められた時代、マリアは息子ニコライ2世にフィンランド大公国の自治権停止宣言を思い止まるよう訴え、不人気なフィンランド総督ニコライ・ボブリコフを解任するよう求めた。2度目のロシア化政策の時代、マリアは第一次世界大戦の開戦に際して滞在先のフィンランドからペテルブルクに帰還した際にも、当時のフィンランド総督フランツ・アルベルト・セインが演奏を禁止したフィンランド軍歌『ポリ連隊行進曲』及びフィンランド国歌『我等の地』を、出迎えのオーケストラに敢えて演奏させ、ニコライ2世のフィンランド人抑圧政策に反対であることを表明した。
1899年、肺結核を患っていた次男ゲオルギーが療養先のカフカースで亡くなった。葬儀のあいだ、皇太后は平静を保っていたが、葬儀が終わるや否や棺の上に載せられていた息子の帽子を掴んで教会堂を飛び出し、馬車に乗り込んで激しく泣きじゃくった。2年後、マリアは求婚者が一向に現れない末娘のオリガに、ピョートル・アレクサンドロヴィチ・オリデンブルクスキー公爵との不幸極まりない縁組をさせた。熱心な正教信者のニコライ2世は妹の求める結婚の解消を長く許可しなかったが、第一次大戦中の1916年にようやく折れた。オリガがニコライ・クリコフスキーとの身分違いの再婚を望むと、マリアはニコライ2世と一緒になって思いとどまるよう説得したが、さすがに後ろめたくもあって強く出ることはしなかった。1916年11月、マリアは娘オリガの2度目の結婚式に出席した数少ない客の1人となった。1912年にも、マリアはニコライ2世と一緒になって、末息子ミハイルの愛人との秘密結婚の発覚に激怒した。
マリア・フョードロヴナは皇帝夫妻に近づいたグリゴリー・ラスプーチンを「危険な詐欺師」と呼んで嫌い、ラスプーチンの言動が皇帝の威信を傷つけ始めると、皇帝夫妻にラスプーチンを側近から除くよう忠告した。皇帝がこれに沈黙したままなのに対し、皇后が「それはできない」と返答すると、マリアは皇后こそが国の本当の統治者になっていると見なし、同時に皇后にはそのような立場に立つ能力が欠けていることを嘆いた。「私の愚かな嫁は王朝と自分自身を破滅へと導いていることに気付いていない。彼女は本気であんな山師の聖性とやらを信じ込み、私たちは迫りくる破局に対して無力です」。1914年2月、皇帝がアレクサンドラの説得を聞き入れて首相ウラジーミル・ココフツォフを解任すると、マリアは「そのようなことをしては皇后がロシアの真の統治者だと見なされても文句は言えませんよ」と息子ニコライ皇帝を非難した。そしてココフツォフを引見して言った、「嫁は私を憎んでいます。私が彼女の権力に嫉妬しているのだと考えているんです。彼女は私の願いが息子の幸福だということに気付いていない。破局が近づいているのに皇帝は阿諛追従しか耳に入れようとしない…どうか、ご自分の考えや把握している一切を皇帝に打ち明けてほしいのよ…それがもう手遅れだとしても」。

## 第一次世界大戦
1914年5月より、マリア・フョードロヴナは姉を訪ねてイングランドに滞在していた。ロンドン滞在中の7月に第一次世界大戦が起き、急ぎロシアに帰国することになった。ドイツ当局はロシア皇太后の御用列車の独露国境通過を許可しなかったため、マリアは中立国デンマークを経由してフィンランドに入り、そこから帝都ペテルブルクに戻ってきた。8月に帝都に着くと、皇太后は同じ郊外であるがガッチナよりも帝都（1914年8月よりペトログラードに改称）により近いエラーギン宮殿を新たな住居と定めた。戦時中、マリアはロシア赤十字社総裁として活動した。10年前の日露戦争の時と同様、皇太后は病院列車の運営費を自分の歳入から捻出した。
戦時中、ロシア帝室の人々は、ラスプーチンの影響下にあると思われる皇后アレクサンドラが、皇帝を通じて国事に頻繁に干渉し始めたことに大きな危機感を感じるようになった。山師に操られた外国人の皇后の国政介入は国民の怒りを招き、帝位及び君主制の存続を危うくさせることが容易に想像できたからである。帝室メンバーの中でも皇帝一家により近しい人々、すなわち皇后の姉エリザヴェータ・フョードロヴナ、皇后の従妹ヴィクトリア・フョードロヴナの両大公妃が、皇族たちと和解することと、帝室の評判を守るためにラスプーチンを宮廷から追放することを、皇后に求める使者に立てられたが、皇后は彼女たちの頼みをすげなく断った。帝室の男性メンバー、大公たちも皇帝に次々進言したが、効果はなかった。この帝室内の不穏な空気の中で、1916年秋から1917年の年明けにかけては、一部の皇族がマリア・パヴロヴナ大公妃を中心に集まり、近衛軍内4個連隊の協力を得て皇帝の住むアレクサンドロフスキー宮殿を包囲し、皇帝を退けて未成年の皇太子を即位させ、マリア・パヴロヴナの長男キリル・ウラジーミロヴィチ大公が摂政として国政を掌握するというクーデタ計画を練ったという。
こうした危機的状況の中で、マリア・フョードロヴナ皇太后もまた、息子の廃位と引き換えに君主制を護持する別のクーデタ計画に参加していたことが、明らかになっている。計画では、マリアがニコライ皇帝に、ラスプーチンを首都から追放しなければ自分が首都を離れるという最後通牒を突き付け、これが拒否された場合はクーデタを起こす算段になっていた。彼女が息子を帝位から退けた後、誰に権力を委ねるつもりであったのかは不明だが、次の2つの展開が有力である。第一に、義弟パーヴェル・アレクサンドロヴィチ大公が皇太后マリアの名の下に権力を掌握し、マリア本人が女帝に即位する展開。第二に、皇帝を退位させて皇太子アレクセイを即位させるべきだというパーヴェル大公の主張が通り、未成年の皇帝の摂政として祖母の皇太后マリアとパーヴェルが共同摂政として権力を分有する展開である。1916年3月、軍事大臣アレクセイ・ポリヴァノフが皇后の要求を聞き入れた皇帝に解任されたタイミングで、マリアは計画の参加者たちから最後通牒を突き付けるよう求められた。はじめ、皇太后は息子との直談判を拒んだので、不仲な義妹マリア・パヴロヴナ大公妃はフランス大使モーリス・パレオローグとの会話の中で、皮肉交じりにことの成り行きを予想した。「これは［皇太后にとって］別に勇気の要ることでもわざと遅らせるべきことでもありませんよね。皇太后は実行に移せませんよ。そうするにはあまりに真正直で誇り高い方だから。我が子にお説教を垂れ始める段になったら、皇太后ははかりごとなどすっかり忘れるでしょう。事前の打ち合わせとは正反対のことを口走る可能性もありますね。つまり皇帝を苛立たせ侮辱するわけです。すると皇帝は威儀を正して席を立ち、誰が現皇帝かを母親に思い出させるでしょう。そうして喧嘩別れになるというわけ」。結局、マリア・フョードロヴナは息子と直談判することに決意した。伝えられるところでは、アレクサンドラ皇后はこのクーデタ計画を事前に察知し、皇太后が皇帝に最後通牒を突き付けたときには、夫婦間の前もっての約束に従い、皇帝は母親に首都を離れることを命じた 。皇太后はペトログラードを離れ、キエフのマリインスキー宮殿に移った。マリア・フョードロヴナはこの後2度とロシアの帝都に戻ることは出来なかった。アレクサンドラ皇后は姑のキエフ行に際してこう述べた、「お義母様は大変良い滞在先を選びましたね…キエフなら、気候も穏やかだし、いらぬゴシップも耳に入りにくくなるし、好きなように暮らせますしね」。
マリアはキエフで赤十字の活動やその他の福祉事業に精を出し、1916年9月にはマリアのロシア入国50周年を記念して盛大な式典が行われ、息子ニコライ2世も、妻を同伴せずにではあるがお祝いを言いにキエフを訪れた。皇后は夫に次のように書き送っている、「お義母様に会ったら、お聞き及びの通りの中傷がやまず苦しんでいる、こんなものは害にしかならず敵を喜ばせるだけだ、とお言いなさい。お義母様が私を遠ざけるよう忠告するのは間違いないでしょう…」。マリアは再度ニコライ2世にラスプーチン及び皇后の政治的影響力を除くように求めたが、その後すぐ、皇帝夫妻は皇帝一族の誰とも連絡を絶ってしまった。ラスプーチンが暗殺されると、帝室メンバーの一部はマリアに対し、首都に戻ってアレクサンドラ皇后から皇帝の政治的助言者の地位を取り返すようけしかけた。マリアはこれを拒んだが、皇后の影響力を国事の一切から排除すべきだという点には同意し、次のように言った、「アレクサンドラ・フョードロヴナは追放しなければなりませんね。やり方は分かりませんが絶対に追い出さねば。皇后は精神に異常を来したことにすればいいでしょう。そうすれば修道院に監禁できますし、ともかく表舞台から消すことができます」。

## 革命と亡命
1917年に2月革命が勃発し、ニコライ2世は3月15日（ユリウス暦3月2日）に退位した。モギリョフの大本営に退位した皇帝を訪ねた後、マリアはキエフに戻ると、町の政情が変わり、人々は元皇太后の存在を疎ましがるようになっていた。彼女は親族たちの求めに応じてクリミアへ汽車で移動し、同地に避難してきていた他の皇族たちと合流した。
クリミアの離宮に滞在中、マリアはニコライ2世一家銃殺の報を聞いた。皇太后は表向き、この報告を不確かな噂に過ぎないとして認めようとしなかった。皇帝一家の処刑から間もなく、マリアはニコライ2世からの使者に会い、一家がエカテリンブルクで困難な生活を強いられていることを伝えてきた。皇太后の日記には、「誰も彼らを救出できない…神を除いては！おお主よ、どうか私の可哀そうな、不運なニッキーをお守りください、彼が大いなる試練に立ち向かうことができるよう、お助けください！」とある。日記の別の箇所で、彼女は自分をこう慰めてもいる、「一家はロシアをすでに出国していると確信している、ボリシェヴィキが真実を隠そうと躍起になっている」。マリアは死ぬまで頑なにこの確信を守り続けた。長男一家が惨殺されたという真実は到底耐え難く、マリアはこれを公に認めることは出来なかった。彼女がニコライ2世とその家族に送った手紙はほぼすべてが散逸した。しかし現存する一通で、マリアはニコライに宛てて次のように書き送っている、「私の思考や祈りが貴方から離れたことがないのは分かっていますね。昼も夜も貴方の事を考えていますし、時折心配事があるとそれが耐え難いほどになります。でも神は慈悲深い。主はこの残酷な試練に立ち向かうだけの力を私たちにお与えくださいました」。次女オリガは母親の心情について次のように解説している、「母は晩年の数年間、精神の奥深くでは［皇帝一家が命を落としたという］真実を鋼の心で受け入れていたと確信しています」。
1917年の帝政転覆後も、マリア皇太后は当初ロシアを離れることを拒んでいた。1919年になり、姉のイギリス王太后アレクサンドラに急き立てられ、全く気が進まないまま海路クリミアを離れ、ロンドンへ移ることになった。イギリス王ジョージ5世が叔母を救出するべく戦艦マールバラを派遣した。
マールバラ号は1919年4月4日にコンスタンティノープルを出発し、7日にはヤルタに到着した。最終的にマールバラにはマリアの他にクセニア大公女一家、ニコライ・ニコラエヴィチ大公夫妻、ピョートル・ニコラエヴィチ大公夫妻を含むロマノフ家の成員20人が乗船した。4月11日、セヴァストポリからコンスタンティノープルに向けて出発した。
マールバラ号は黒海を抜け、マルタ島のイギリス海軍基地にしばらく滞在したのち、マリアの一行はイギリスに向かった。姉アレクサンドラは全てを失った妹を温かく迎え入れ、ロンドンのマールバラ・ハウスやノーフォーク州のサンドリンガム・ハウスで一緒に暮らした。しかしマリアは姉アレクサンドラ王太后が国民から慕われ人気を集めている姿に嫉妬し、またかつては宮廷席次で上位だった自分が今や姉よりも下位に扱われることにも嫌気がさし、ついには生国デンマークへ帰ってしまった。甥のデンマーク王クリスチャン10世の好意でアマリエンボー宮殿の一翼にしばらく仮住まいをした後、マリアはかつて姉と共同購入したコペンハーゲン郊外のヴィズウーア城を終の住処に定めた。
多くの亡命ロシア人がマリア皇太后を慕ってコペンハーゲンに住み着き、彼らはしばしば経済的援助を請うた。1921年6月、亡命ロシア人の政治組織・全ロシア君主主義者評議会は皇太后マリアにロシア帝権の代理執行者（locum tenens）の地位に就くよう提案したが、マリアは「誰もニッキーが死んだ所を見ていないのだから」と、息子が生存している可能性は捨てきれない、としてこの申し出を辞退した。マリアは皇帝一家の死の状況について調査していた元法曹ニコライ・ソコロフにも活動資金を与えていた。一度ソコロフと面会の約束を交わしたが、秘書役のオリガ大公女が「病がちの高齢女性が自分の息子一家の惨たらしい死に様の話を聞かされて平気なわけがない」として面会自体をキャンセルさせている。

## 死去と埋葬
1925年11月、終生特別な絆で結ばれていた姉アレクサンドラ王太后が死去し、マリアにとってはこれが最後の身近な人との死別となった。1928年10月13日、ヴィズウーア城にて80歳で死去した。コペンハーゲンに建つ正教会の教会堂アレクサンドル・ネフスキー教会での葬儀の後、皇太后の遺骸はロスキレ大聖堂に葬られた。
2005年、デンマーク女王マルグレーテ2世とロシア大統領ウラジーミル・プーチンの間で、マリア皇太后の遺体は故人の生前の意思に従いサンクトペテルブルクの夫の棺の隣に移される、とする政府間協定が結ばれた。2006年9月23日から28日にかけ、改葬に関わる種々のセレモニーが挙行された。改葬の儀式は、デンマーク王太子フレゼリクと王太子妃メアリー、イギリスのマイケル王子とその妻マリー・クリスティン妃らの高位の賓客を迎えて盛大に行われたが、式自体は平穏無事とはいかなかった。皇太后の棺を取り囲む群衆の数があまりに多すぎて、棺が安置される予定の墓穴に若いデンマーク人外交官が転落する一幕があった。2006年9月26日、ペテルゴフのマリアお気に入りのダーチャがあった場所の近くに作られたマリアの彫像の除幕式が行われた。9月28日、聖イサアク大聖堂での儀式の後、マリアの遺体はペトロパヴロフスキー大聖堂の、夫アレクサンドル3世の隣に安置された。マリアが初めてロシアに到着してから140年、死去してから78年が経っていた。

## 子女

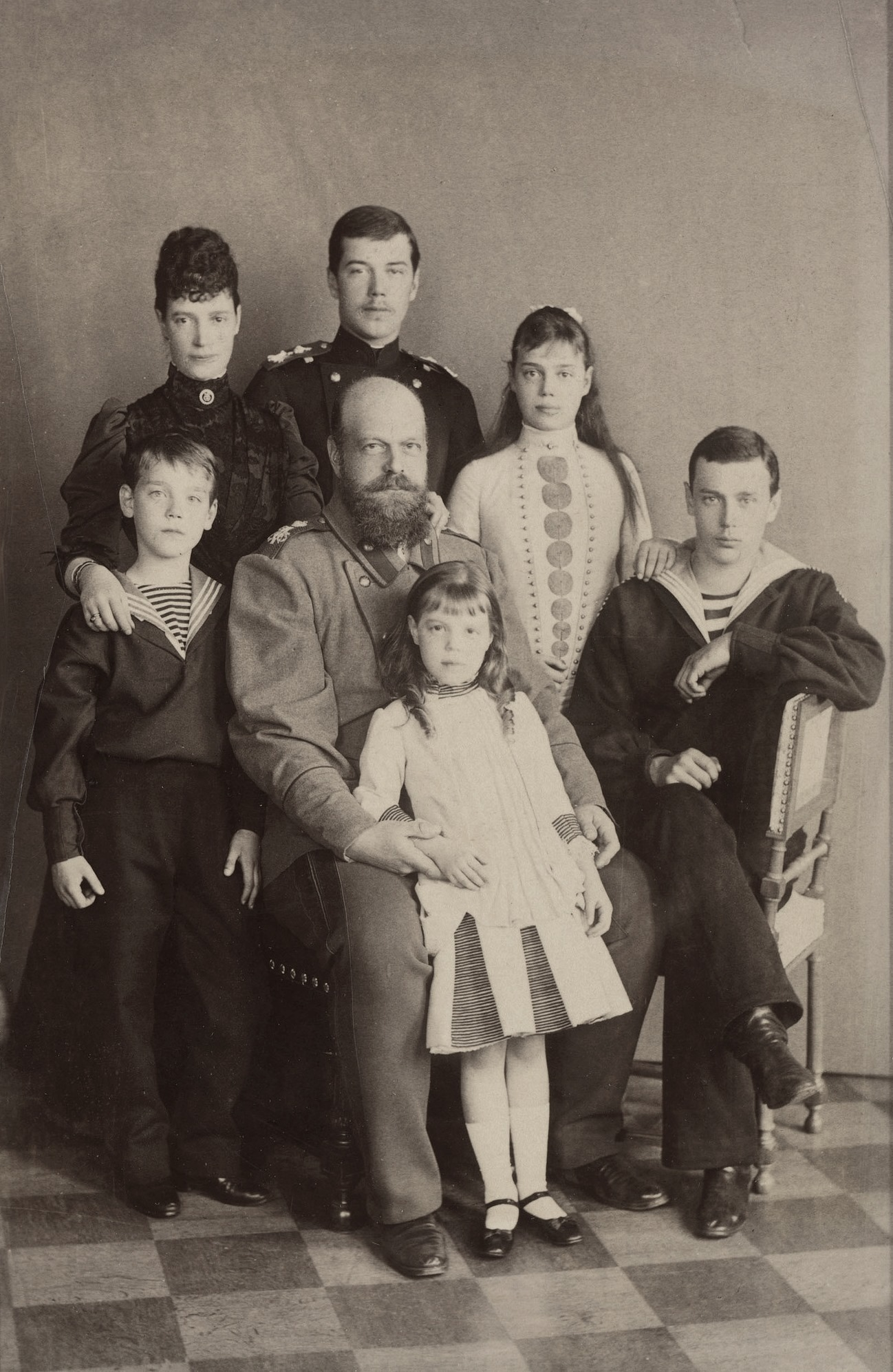
1889年：アレクサンドル3世（中央）、オリガ大公女（前面）、ミハイル大公、マリア・フョードロヴナ、ニコライ皇太子、クセニヤ大公女、ゲオルギー大公（左から右へ）

- ニコライ2世（1868年 - 1918年）
- アレクサンドル（1869年 - 1870年）
- ゲオルギー（1871年 - 1899年）
- クセニア（1875年 - 1960年）
- ミハイル（1878年 - 1918年）
- オリガ（1882年 - 1960年）